# Fläskkvartetten
Fläskkvartetten er en svensk musikgruppe, som anvender elektrificerede strygeinstrumenter og slagtøj. Gruppen består af Jonas Lindgren (violin), Örjan Högberg (viola), Mattias Helldén, Sebastian Öberg (cello)og Christian Olsson. Gruppen har leveret musik til flere svenske tv-serier, herunder kriminalserien om Kurt Wallander, blandt andet med nummeret Quiet Night, med tekst og vokal af 
Anna Ternheim.

## Diskografi
2010 - Fleshquartet - Wallander - The Music
| Musik | Spire Denne musikartikel er en spire som bør udbygges. Du er velkommen til at hjælpe Wikipedia ved at udvide den. |